# Gavin Christopher
Gavin Christopher (ur. 1 maja 1949 w Chicago, w stanie Illinois, zm. 4 marca 2016 tamże) – amerykański piosenkarz R&B, popu, muzyki tanecznej, soulu, funku, jazzu i rocka, autor tekstów i producent muzyczny, znany szerzej ze współpracy z Mariah Carey na początku jej kariery muzycznej. Jego utwór „One Step Closer To You” dotarł na 22. miejsce zestawienia Hot 100 tygodnika „Billboard” w 1986 roku.

## Dyskografia solowa

### Albumy studyjne[1][3]
- 1976: Gavin Christopher (wydany przez Island Records)
- 1979: Gavin Christopher (wydany przez RSO)
- 1986: One Step Closer (wydany przez Manhattan Records)
- 1988: Gavin (wydany przez EMI)